# 白花紫苞鸢尾
白花紫苞鸢尾（学名：Iris ruthenica f. leucantha）为鸢尾科鸢尾属紫苞鸢尾下的一个变型。

## 扩展阅读
- 維基物種上的相關：白花紫苞鸢尾